# Pokémon Ruby og Sapphire
Pokémon Ruby (ポケットモンスター ルビー Poketto Monsutā Rubī, "Pocket Monsters Ruby") og Pokémon Sapphire (ポケットモンスター サファイア Poketto Monsutā Safaia, "Pocket Monsters Sapphire") er rollespil fra 2002 udviklet af Game Freak og udgivet af The Pokémon Company sammen med Nintendo til Game Boy Advance. De er de første spil i rækken af Pokémon-spilseriens tredje generation, også kaldet "advanced generation". Efter at Nintendo i en årrække har været franchisens eneste udgiver i alle regioner, samarbejdede de med The Pokémon Company om at udgive spillene siden firmaets skabelse i 1998. De blev udgivet i Japan i det sene 2002 og internationalt i 2003. Pokémon Emerald, en forbedret udgave af spillene, blev udgivet to år senere i hver region. Remakes af de to spil, som går titlerne Pokémon Omega Ruby og Alpha Sapphire, blev udgivet til Nintendo 3DS på verdensplan i november 2014, præcis tolv år efter Ruby og Sapphires oprindelige udgivelse, på nær Europa, hvor de først blev udgivet en uge senere.
Gameplayet forbliver hovedsageligt uforandret fra de forrige spil; spilleren styrer hovedkarakteren med et ovenfra-perspektiv, og spillenes styring er mere eller mindre den samme som i tidligere spil. Som i forrige spil er hovedformålet at fange alle Pokémon i spillene og besejre Elite Four; også lig deres forgængere har spillene et underplot, som omhandler at hovedkarakteren skal besejre en kriminel organisation, som forsøger at overtage regionen. Nye funktioner, så som dobbeltdyster, Abilities og 135 nye Pokémon, blev tilføjet til spillene. Takket være Game Boy Advancens forbedrede ydeevne kunne fire spillere forbindes via et linkkabel i stedet for blot to. Yderligere kan spillene forbindes til en Nintendo e-Reader eller andre tredje generations-Pokémon-spil, som de kan interagere med på forskellig vis.
Ruby og Sapphire modtog hovedsageligt positiv omtale, dog var anmeldere splittet angående deres bedømmelse af spillene, især når det kom til gameplayet og grafikken. Det meste af kritikken lød på, at gameplayet ikke havde ændret sig særligt meget i forhold til tidligere spil i serien, og at der ikke var nogen forbindelse til spil fra seriens tidligere generationer. Med over 16,22 millioner eksemplarer solgt var de en kommerciel succes og blev systemets bedst sælgende spil; dog grundet seriens svindende popularitet solgte spillene mindre end forrige generationer, hvor Red og Blue solgte næsten 31 millioner eksemplarer på verdensplan, og Gold og Silver solgte over 23 millioner eksemplarer.

## Gameplay
De grundlæggende spilmekaniker i Ruby og Sapphire er stort set de samme, som i deres forgængere. Som med alle håndholdte Pokémon-spil foregår spillet med et ovenfra-perspektiv og består af tre grundlæggende skærme: en omverden, hvori spilleren navigerer sin karakter rundt; en kampskærm; og menuen, hvori spilleren kan konfigurere sit hold, genstande, eller spilindstillinger. Spilleren begynder spillet med modtage én Pokémon, hvorefter man kan fange flere ved brug af Poké Balls. Man kan bruge sine Pokémon til at kæmpe mod andre Pokémon. Når spilleren møder en vild Pokémon eller udfordres af en anden Træner til en dyst, skifter man fra omverdenen til en turbaseret kampskærm, hvor Pokémonerne kæmper mod hinanden. Under en kamp kan spilleren bruge et move, bruge en genstand, udskifte sin aktive Pokémon, eller flygte, dog er det ikke muligt at flygte fra en Træner-dyst. Alle Pokémon har liv (HP); når en Pokémons HP reduceres til 0 besvimer den og kan ikke fortsætte, før den bliver helet igen. Hvis spillerens Pokémon besejrer en anden Pokémon, modtager den erfaringspoint (EXP). Efter at have optjent nok EXP, stiger den i level; de fleste Pokémon udvikler sig til en ny Pokémon-art, når det når til et vist level.
Ud over at kæmpe, så er det mest essentielle Pokémon-gameplay-element at fange Pokémon. Under kampe med vilde Pokémon kan spilleren kaste en Poké Ball efter dem. Hvis spilleren lykkes, bliver Pokémonen tilføjet til spillerens hold eller opbevaret andetsteds, hvis grænsen på 6 Pokémon allerede er nået. Faktorer i en succesfuld fangst inkluderer Pokémonens HP, statustilstand så som Paralysis (Lammelse) eller Sleep (Søvn), og den bonus, som den specifikke Poké Ball måtte have: jo lavere en Pokémons HP er, og jo bedre en Poké Ball der bruges, desto højere er chancen for en vellykket fangst. Andre Træneres Pokémon kan ikke fanges.

### Nye funktioner
Den mest fremtrædende forandring i kampmekanikken er introduktionen af dobbeltdyster, hvori begge sider af dysten bruger to Pokémon hver på én gang. Som konsekvens er der visse moves, der kan påvirke flere Pokémon ad gangen, hvilket også inkluderer éns anden Pokémon. Multi-dyster blev introduceret sammen med dobbeltdyster. De fungerer på samme vis som dobbeltdyster, men i stedet for at to Trænere styrer to Pokémon hver, så er der to hold bestående af to Trænere hver, som alle styrer én Pokémon ad gangen. Derudover er en ny tilføjelse til spillene en Pokémons medfødte evner (Abilities) og natur (Nature); den første har alle Pokémon af samme art tilfældes, mens at den anden er mere unik for den enkelte Pokémon. Forskellige Abilities giver Pokémonen visse styrker i en kamp, så som immunitet over for bestemte angrebstyper eller forøget slagkraft til en bestemt slags angreb. Natures, som med Abilities, påvirker en Pokémons styrker i en kamp, dog påvirker de Pokémonens stats fremfor at påvirke angrebenes styrke. En anden ny stat, der blev introduceret i Pokémon Ruby og Sapphire er Condition, en vigtig faktor i Pokémon-konkurrencer (Pokémon Contests), minispil hvori deltagerne bruger moves foran en dommer. Både Pokémon og deres moves har en Condition, som kan forøges med Pokéblocks, en slags slik, som spilleren kan fremstille med bær. Hemmelige baser er en anden nytilføjelse, hvor spilleren kunne skabe en hule bestemte steder i verden, tilpasse den med adskillelige genstande, som man kan skaffe i spillet. Spillere med en hemmelig base, der har haft kontakt via et linkkabel, kan besøge hinandens baser, hvor de kan kæmpe mod den anden spiller med det hold, som vedkommende havde, da deres spil var koblet sammen.
Som i Pokémon Gold, Silver og Crystal, holder Pokémon Ruby og Sapphire styr på tiden i den virkelige verden; dette har indflydelse på forskellige begivenheder i spillet, som tidevand og bærs vækst. Dog, i modsætning til deres forgængere, skelner Ruby og Sapphire ikke mellem dag og nat. Derudover, grundet forskelle i et Game Boy-linkkable og et Game Boy Advance-linkkabels tekniske specifikationer kan Ruby og Sapphire ikke forbinde til tidligere generationer; man kan ikke dyster eller bytte med de spil, der kom før Ruby og Sapphire.

### Forbindelse til andre enheder
Ruby og Sapphire har begrænset e-Reader-understøttelse. Nintende udgave Battle-e Cards, en serie af e-Reader-kort, som indeholdte trænerkampe, hvor spilleren kunne se hidtil skjulte Pokémon Et specielt e-Reader-kort kaldet Eon Ticket blev også udgivet, som gav spilleren genstanden af samme navn i spillene; efter at have modtaget den gennem Mystery Gift-funktionen, kan spilleren bruge billetten til at komme til Southern Island. Der møder spilleren enten Latios eller Latias alt afhængigt af hvilken udgave af spillet, der spilles.
Ruby og Sapphire er også i stand til at forbinde til GameCube-spillene Pokémon Colosseum, Pokémon XD: Gale of Darkness, Pokémon Channel og Pokémon Box: Ruby and Sapphire. I de første to spil, efter at spilleren er nået til et vist punkt i spillet, har man muligheden for at bytte Pokémon mellem Colosseum / XD og Ruby / Sapphire Derudover fik japanske spillere, der forudbestilte spillet en disk med, hvor man kunne overføre en Celebi til Ruby og Sapphire, og amerikanske spillere, der forudbestilte spillet, fik en disk, hvorfra man kunne overføre en Jirachi til Ruby og Sapphire. I PAL-regionen (Europa og Australien) kunne man efter et vist punkt i Pokémon Channel overføre en Jirachi til Ruby og Sapphire. Pokémon Box tillader spilleren at overføre, opbevare og organisere sine Pokémon på sin GameCube

## Handling

### Kontekst
Pokémon Ruby og Sapphire foregår i Hoenn-regionen, som befinder sig langt fra Kanto- og Johto-regionerne, som tidligere spil i serien foregik i. Hoenn-regionen er baseret på den japanske ø-region Kyushu; dog er Hoenn blevet roteret 90° i forhold til Kyushu, da Junichi Masuda mente, at det ville give en bedre spiloplevelse. Ligesom Kyushu er der i Hoenn-regionen mange små øer, og en del af regionen er domineret af hav-ruter, flere af hvilke rummer områder, hvor spilleren kan dykke under vandet.

### Historie
Som andre Pokémon-spil er gameplayet i Ruby og Sapphire lineært; spillets hoved-begivenheder foregår i en specifik rækkefølge. Hovedpersonen i Pokémon Ruby og Sapphire er et barn, som for nyligt er flyttet fra Johto-regionen til en lille by i Hoenn ved navn Littleroot Town. I starten af spillet må spilleren vælge mellem Pokémonerne Treecko, Torchic og Mudkip for at beskytte Professor Birch, regionens Pokémon-professor, fra en aggressiv Poochyena. Efter at have beskyttet Birch, bliver spilleren taget til hans laboratorie og får officielt overdraget dén Pokémon, der blev valgt, som sin starter-Pokémon. Derefter møde spilleren May / Brendan (afhængigt af om man spiller som dreng eller pige), Professor Birch og spillerens rival. Hun eller han er også Pokémontræner og dukker op en gang imellem for at dyste mod spilleren. Spillenes to hovedmål er at besejre de otte Gym Leaders i forsøget på at vise sit værd for kunne udfordre regionens Elite Four og derefter mesteren, samt at udfylde regionens Pokedex ved at fange, udvikle og bytte sig til alle 202 Pokémon, der er tilgængelige i Ruby og Sapphire Det er muligt at skaffe alle 386 Pokémon, men dét kræver, at man bytter med Pokémon FireRed og LeafGreen. Dog er der visse Pokémon, så som Mew og Deoxys, som man kun kunne få i forbindelse med events i den virkelige verden, hvilket vil sige at de ikke længere kan anskaffes på legitim vis.
Udover spillets primære objektiv er der også andre opgaver på spillerens vej, hvor spilleren hjælper NPCer ved at udføre opgaver, typisk ved at anskaffe genstande. Det vigtigste underplot involverer Team Aqua og Team Magma, to kriminelle organisationer, som vil bruge Pokémon til at forandre Hoenns klima. I Ruby vil skurkene, Team Magma, bruge den legendariske Pokémon Groudon til at fjerne havene fra Hoenn og derved forøge regionens landmasse; i Sapphire er Team Aqua skurkene, og de forsøger at bruge Groudons modstykke, Kyogre, til at oversvømme Hoenns landmasse og forøge regionens havareal. Dette er inspireret af en reel konflikt, der foregik i Kyushu, hvor én gruppe kæmpede for landvinding til brug af landbrug, mens en anden gruppe modsatte sig dette for at beskytte den lokale natur. Inden spilleren udfordrer den ottende Gym Leader, har spilleren et opgør med enten Team Magma eller Team Aqua, hvor organisationens leder bruger en mystisk kugle til at vække den slumrende Pokémon i den tro, at kuglen har magt nok over Pokémonen til at trælbinde den. Dette resulterer i at Pokémonen går amok og forårsager katastrofale, regionsomspændende klimaforandringer—tørke i Ruby og kraftig regn i Sapphire—indtil den besejres eller fanges af spilleren. Hovedpersonens far introducerer også spilleren for Wally, en sygelig, ung dreng, som spilleren hjælper med at fange en Pokémon, der skal være hans makker, når han flytter til en by, som er bedre for hans helbred. Wally ender med at besejre sin sygdom og bliver en succesfuld Pokémontræner og bliver spillerens sidste udfordring, inden man når til Elite Four.

#### Gym Leader-kampe
| Navn         | Badge         | Type      | Pokémon         | Pokémon        | Pokémon        | Pokémon        | Pokémon       | Pokémon |  |
| ------------ | ------------- | --------- | --------------- | -------------- | -------------- | -------------- | ------------- | ------- |  |
| Roxanne      | Stone Badge   | Type      | Sten            | Geodude Lv.14  | Nosepass Lv.15 |                |               |         |  |
| Brawly       | Knuckle Badge | Kamp      | Machop Lv.17    | Makuhita Lv.18 |                |                |               |         |  |
| Wattson      | Dynamo Badge  | Elektrisk | Magnemite Lv.22 | Voltorb Lv.20  | Magneton Lv.23 |                |               |         |  |
| Flannery     | Heat Badge    | Ild       | Slugma Lv.26    | Slugma Lv.26   | Torkoal Lv.28  |                |               |         |  |
| Norman       | Balance Badge | Normal    | Slaking Lv.28   | Vigoroth Lv.30 | Slaking Lv.31  |                |               |         |  |
| Winona       | Feather Badge | Flyve     | Swellow Lv.31   | Pelipper Lv.30 | Skarmory Lv.32 | Altaria Lv.33  |               |         |  |
| Tate og Liza | Mind Badge    | Psykisk   | Lunatone Lv.42  | Solrock Lv.42  |                |                |               |         |  |
| Wallace      | Rain Badge    | Vand      | Luvdisc Lv.40   | Sealeo Lv.40   | Seaking Lv.42  | Whiscash Lv.42 | Milotic Lv.43 |         |  |

#### Elite Four
| Sidney       | Elite Four | Mørke    | Mightyena Lv.46 | Cacturne Lv.46 | Shiftry Lv.48 | Sharpedo Lv.48 | Absol Lv.49     |                 |  |  |
| Phoebe       | Elite Four | Spøgelse | Dusclops Lv.48  | Banette Lv.49  | Banette Lv.49 | Sableye Lv.50  | Dusclops Lv.51  |                 |  |  |
| Glacia       | Elite Four | Is       | Glalie Lv.50    | Sealeo Lv.50   | Sealeo Lv.52  | Glalie Lv.52   | Walrein Lv.53   |                 |  |  |
| Drake        | Elite Four | Drage    | Shelgon Lv.52   | Altaria Lv.54  | Flygon Lv.53  | Flygon Lv.53   | Salamence Lv.55 |                 |  |  |
| Steven Stone | Champion   | Stål     | Skarmory Lv.57  | Claydol Lv.55  | Aggron Lv.56  | Cradily Lv.56  | Armaldo Lv.56   | Metagross Lv.58 |  |  |

Kilde:

## Spiludvikling
Pokémon Ruby and Sapphire blev udviklet af Game Freak og Nintendo under ledelse af Junichi Masuda. Som med deres forgængere var Ken Sugimori spillenes art director, dog var dette første gang i serien, at han ikke egenhændigt fremstillede alle tegninger selv. Da der blev spurgt ind til, hvorfra hans designhold kom op med alle idéerne til de nye Pokémon, udtalte Sugimori, at de fik deres idéer fra egne erfaringer fra deres barndom, hvilket indebar naturen, dyr og de medier, som de fulgte med i, og så baserede dem på insekter. Selv det at nogle gange se verden fra et andet perspektiv kunne nogle gange give inspiration til væsnerne. "Først udvælger vi et insekt, dernæst tilføjer vi essentielle elementer, for at gøre dem mere Pokémon-agtige, så som at tilføje skarpe former, for at være mere som stål," sagde Sugimori, som at han beskrev designprocessen for Pokémon-arter.
Da Game Boy Advance'en var i stand til at håndtere bedre grafik, blev Ruby og Sapphire de første spil i serien, lod op til fire spillere dele data på én gang, i modsætning til tidligere, hvor grænsen gik ved to spillere. Dog brugt udviklingsholdet en mere basal grafikmotor for at holde spillet simpelt og ikke være for forvirrende. Holdet ønskede at spillene skulle have bred appel, så spillene blev designet til at være nemme nok, så yngre generationer af børn kunne spille dem, men nye funktioner blev tilføjet for at bringe gamle spillere tilbage.
Masuda udtalte, at den basale filosofi bag alle Pokémon spil er kommunikation; i Pokémon-serien manifesteres dette i form af bytning og kamp mod andre spillere. Da udviklerne blev spurgt om det nye dobbeltdyst-koncept, udtalte de, at de forsøgte at fokusere på mere originale én-mod-én kampe som spillenes hovedmekanik, og at dobbeltdyster kun blev tilføjet som en "ny udfordring". De udtalte, at hvis det blev taget godt imod, kunne funktionen måske godt dukke op i fremtidige generationer.
Spillene blev de første i serien, der ikke havde alle Pokémon fra tidligere generationer tilgængelige. Sugimori udtalte, at holdet prøvede at inkludere alle de ny Pokémon såvel som nogle af de gamle. Da Masuda blev spurgt ind til funktioner, der ikke kunne inkluderes grundet tekniske begrænsninger, udtalte han, at han gerne ville have hver Pokémon til at have tre unikke skrig, som var afhængig af Pokémonens humør.

### Lyd
Ruby og Sapphires lydside består primært af spilmusik samt lydeffekter; al dialog foregår på tekst. Musikken, som er komponeret af Junichi Masuda, Go Ichinose og Morikazu Aoki, er helt instrumentalt på nær de to numre med vokaler, "Trick Master" og "Slateport City". Soundtracket blev udgivet af Mediafactory label i Japan den 26. april 2003; albummet nåede at blive nummer 297 på Oricon-hitlisten i en uge. Junichi Masuda skrev udelukkende kampmusikken, Go Ichinose skrev det meste of by-, rute- og fanfaremusikken, hvor Morikazu Aoki skrev resten.
Soundtracket kendetegnes ved at være særdeles præget af trompeter, men gør også god brug af valdhorn, strygeinstrumenter og klaver.

## Modtagelse

### Anmeldelser
Spillene fik hovedsageligt positive anmeldelser. IGN gav dem 9,5 ud af 10 samt deres "Redaktørernes Valg"-pris; i 2007 blev spillene sammen givet 10. pladsen over bedste Game Boy Advance-spil i en IGN-artikel. GameZone gav også spillene 9,5 ud af 10 samt en "Enestående-pris" GamePro gav spillene 5 ud af 5 stjerner og gjorde dem til Redaktørernes Valg ComputerAndVideoGames.com gav spillene 9 ud af 10, og GameSpot gav dem 8.1 ud af 10, og udnævnt dem til det bedste Game Boy Advance-spil fra marts 2003. Eurogamer og 1UP.com var dog mindre entusiastiske angående spillene; Eurogamer gav spillene en 7 ud af 10-anmeldelse, mens at 1UP.com gav dem B-.
Anmeldere var splittede i deres kritik af spillene, især angående gameplay og grafik. IGN roste det "dybe design" og bemærkede, at tilføjelsen af nye funktioner så som dobbeltdyster kraftig ændrede spillenes strategiske aspekt. GamePro mente også, at dobbeltdyster "tilføjede udfordring" og "gjorde de sværere kampe mere strategiske end før—som spillet bør være". Ligeledes kaldte ComputerAndVideoGames.com gameplayet "utroligt tiltalende og vanedannende". GameZone bemærkede gameplayet var mere raffineret og udfordrende end forrige titler i serien. Dog kaldte GameSpot spillene "pærelette fra start til slut" og påstod, at Ruby og Sapphire "ikke tilbyder nogen særlig udfordring". Eurogamer mente også, at spilmekanikkerne blev "meget kedelige meget hurtigt". 1UP.com mente også, at spillene var formulariske, og at dobbeltdyster ikke blev anvendt nok.
ComputerAndVideoGames.com var entusiastisk over grafikken og kaldte den "smuk". Andre anmeldere var dog knapt så entusiastiske. GamePro følte, at grafikken var "en del pænere" end Game Boy Color-spillene; GameZone udtalte, at spillene "stadig benytter de simple animationer og basale karakterdesign, som blev skabt til den originale, farveløse Game Boy". IGN og 1UP.com bemærkede at grafikken kun havde fået mindre opgraderinger, og Eurogamer mente, at grafikken modtog opgraderinger til et "funktionelt niveau i bedste fald." Lydsiden blev taget generelt godt imod: GameZone og GameSpot mente begge, at lyden var ørehængende; GameZone gav lydsiden 8 ud af 10 og bemærkede, at mens musikken "til tider kunne være irriterende, [...] var den også rigtigt god. [...] Jeg tog mig selv i at nynne musikken, når jeg ikke spillede". Spillene fik ris for fjernelsen af Gold og Silvers dag og nat-system samt manglende mulighed for at overføre Pokémon fra tidligere generationer.

### Salgstal
Der var høje forventninger til Pokémon Ruby og Sapphire. I Japan solgte spillene 1,25 millioner eksemplarer efter blot fire dage og blev de mest solgte spil i julehøjtiden 2002; efter seks uger havde spillene solgt over 4,4 millioner eksemplarer. De blev også de første spil til at sælge over 2 millioner eksemplarer i Japan siden 2001-udgivelsen Final Fantasy X såvel som de første spil til en håndholdt konsol, der gjorde det siden 2000-udgivelsen Yu-Gi-Oh! Duel Monsters 4, såfremt at de to spil tælles som ét.  I Nordamerika alene havde Nintendo solgt 2,2 millioner eksemplarer omkring april 2003, mindre end én måned efter spillenes udgivelse i den region. I USA havde Ruby og Sapphire respektive 2. og 3. pladsen for mest solgte spil i 2003. Spillene havde også stor succes i Europa, hvor de var det andet mest solgte spil i julehøjtiden 2003; Før selve udgivelsen var der butikker, der importerede dem fra USA for at efterkomme den høje efterspørgsel. Spillene blev omtalt under E3 2003 af Satoru Iwata som et symbol på, hvor succesfuld Game Boy Advance'en var på daværende tidspunkt.
Med mere end 16,22 millioner solgte eksemplarer på verdensplan er Ruby og Sapphire de allermest solgte Game Boy Advance Spil. Dog bemærkede analytikere, at "det at små børn... tiltrækkes mere af Yu-Gi-Oh!" betød, at Pokémons popularitet var ved at forsvinde. Dette reflekteredes også i spillenes salgstal i forhold til forrige generationer: Red og Blue solgte næsten 27 millioner eksemplarer på verdensplan og Gold ogSilver solgte over 23 millioner eksemplarer.

### Priser
| År   | Pris                        | Kategori              | Result    |
| ---- | --------------------------- | --------------------- | --------- |
| 2003 | Golden Joystick Awards      | Årets Håndholdte Spil | Nomineret |
| 2004 | British Academy Game Awards | Børnespil             | Nomineret |
| 2004 | British Academy Game Awards | Game Boy Advance-spil | Nomineret |

## Relaterede spil

### Pokémon Emerald
Pokémon Emerald er en opdateret version af Ruby og Sapphire. Det blev udgivet i Japan, som Pocket Monsters Emerald (ポケットモンスター　エメラルド Poketto Monsutā Emerarudo), den 16. september 2004, i USA den 1 maj 2005, i Australien den 9. juni 2005, og i Europa den 21. oktober 2005.
I store træk er Emeralds gameplay det samme som det, der ses i Ruby og Sapphire, dog med nye funktioner og nogle småændringer i spillets historie.

### Pokémon Omega Ruby og Alpha Sapphire
Pokémon Omega Ruby og Pokémon Alpha Sapphire er remakes af Pokémon Ruby og Sapphire. De nye titler blev udviklet af Game Freak og udgivet af Nintendo til Nintendo 3DS. De blev udgivet i Japan og Amerika den 21. november 2014, præcis tolv år efter den oprindelige udgivelse af Ruby og Sapphire, med en følgende europæisk udgivelse ugen efter.

### Pokémon Box: Ruby & Sapphire
Pokémon Box: Ruby & Sapphire, ofte blot kaldet Pokémon Box, er et spil til GameCube, hvor man kan overføre og opbevare Pokémon. Det er ikke et spil som sådan, men mere et hjælperedskab for spilleren til at holde styr på sine Pokémon. I USA kunne spillet kun købes hos Pokémon Store i New York samt deres online-butik, mens at man i Europa kun kunne få det som et medlems-gode i Nintendos loyalitetsprogram eller som en bonusdisk i Pokémon Colosseum Mega Pack, en pakkeløsning hvor man fik både en GameCube og Pokémon Colosseum.